# Paecilaema anticum
Paecilaema anticum is een hooiwagen uit de familie Cosmetidae.